# Luven
Luven foi uma comuna da Suíça, no Cantão Grisões, com cerca de 211 habitantes. Estendia-se por uma área de 6,83 km², de densidade populacional de 31 hab/km². Confinava com as seguintes comunas: Cumbel, Flond, Ilanz, Morissen, Sevgein, Surcuolm.
A língua oficial nesta comuna era o Romanche.

## História
Em 1 de janeiro de 2009, passou a formar parte da nova comuna de Ilanz/Glion.